# طوق الذئب

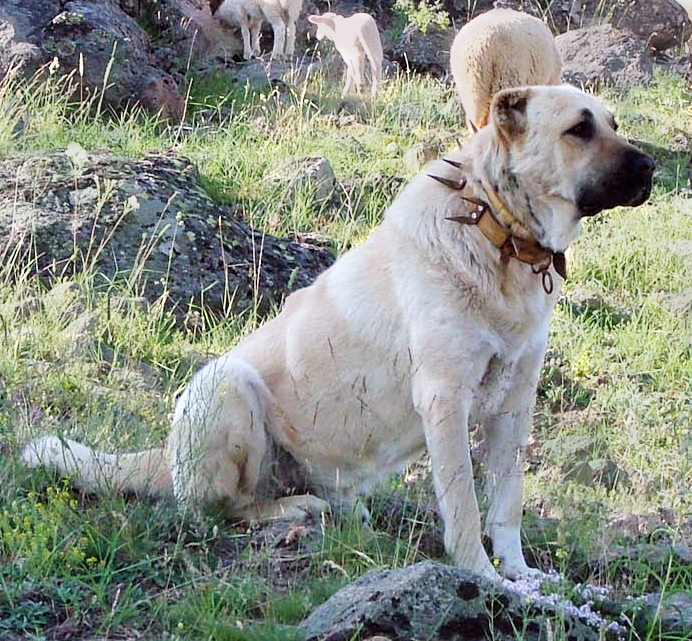

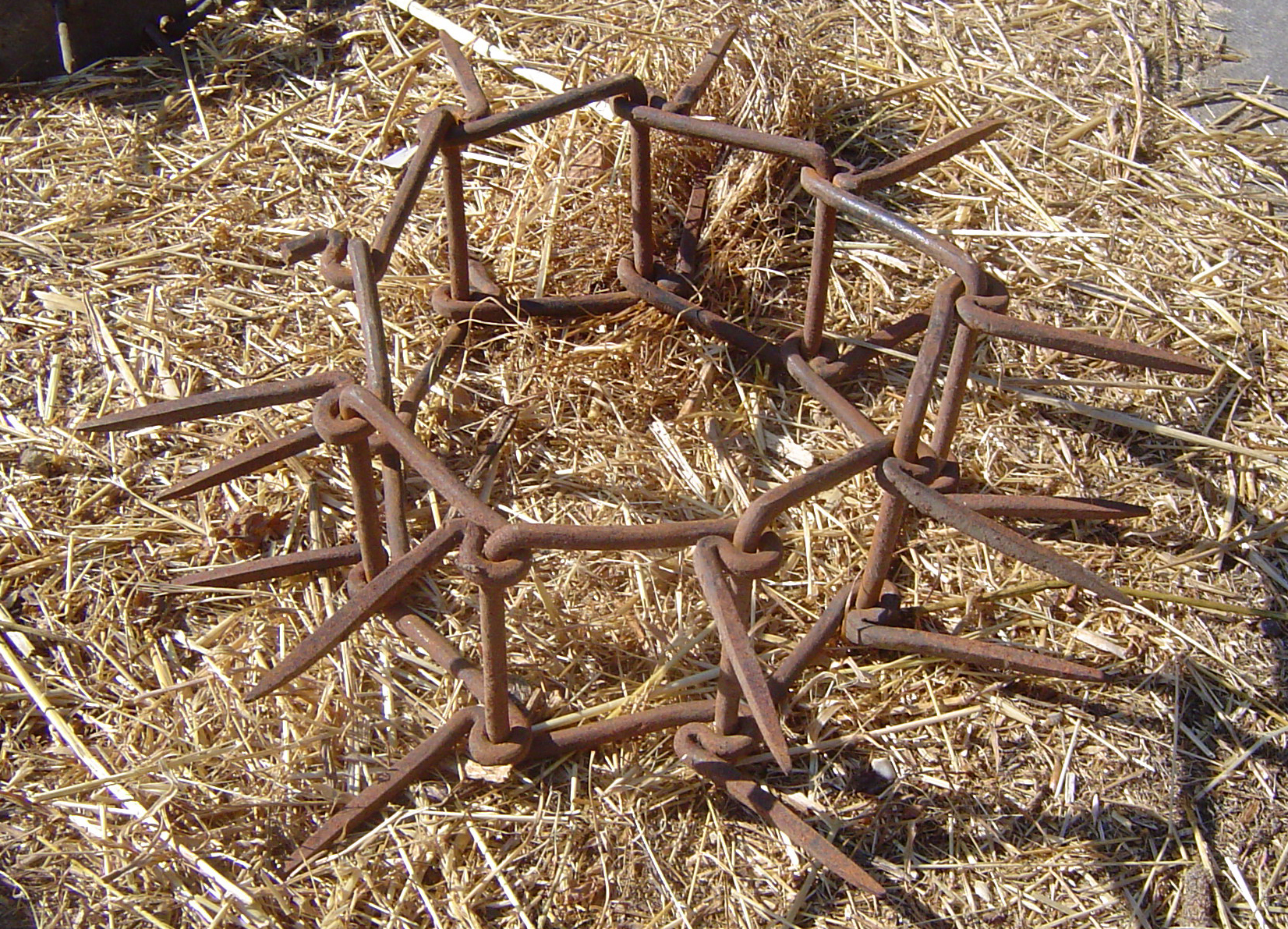
طوق ذئب حديدي مسنن في لاتسيو في إيطاليا.

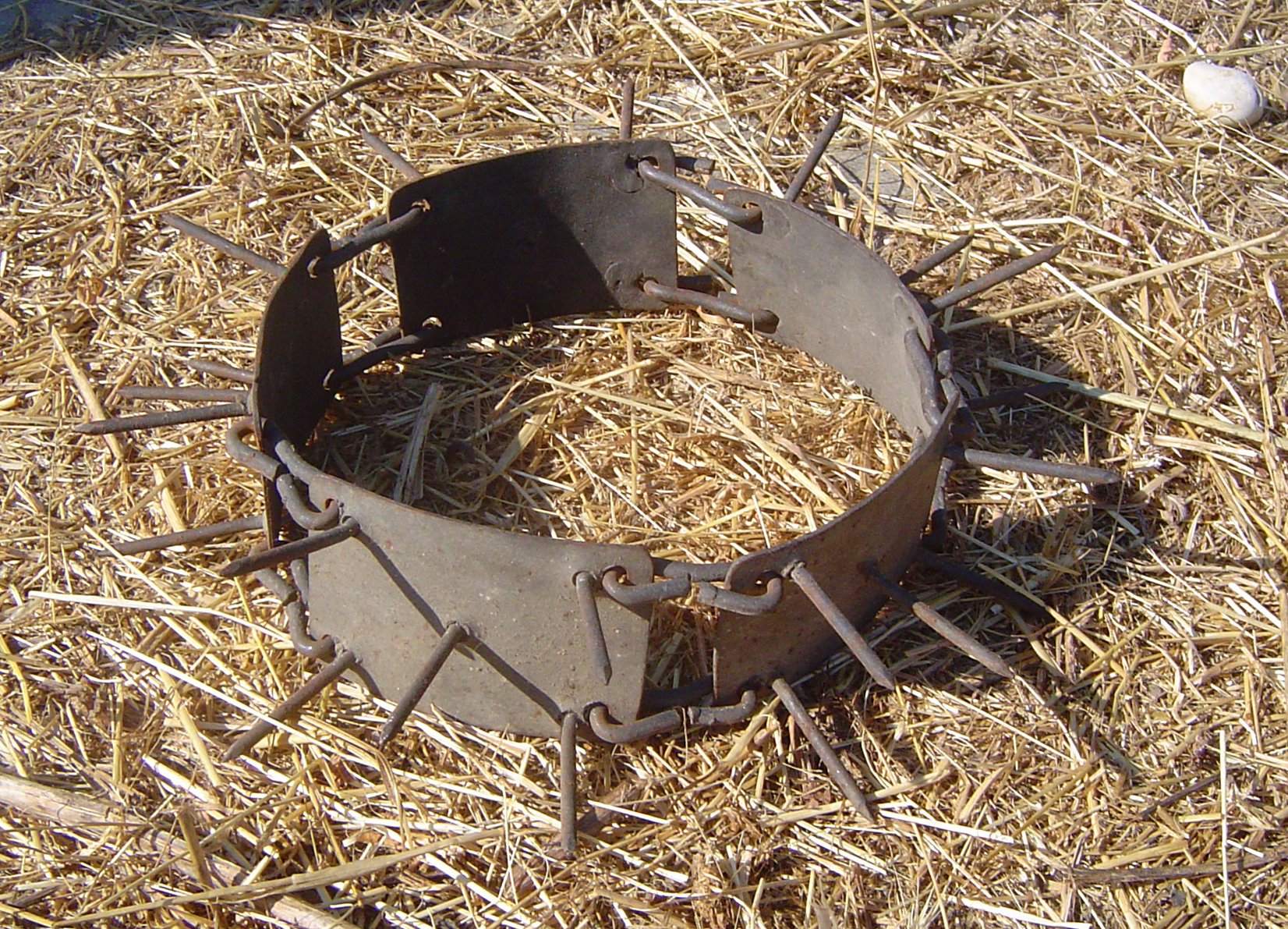
طوق ذئب من نوع مختلف.

طوق الذئب هو نوع من أطواق الكلب، مصمم لحماية كلاب حراسة الماشية من هجوم الذئاب. أطواق الذئب مزودة بمسامير طويلة لمنع الذئاب من مهاجمة الكلاب عند الرقبة. تستخدم هذه الأطواق من قبل الرعاة في العديد من البلدان بما في ذلك إسبانيا وتركيا.
استخدم الإغريق القدماء مثل هذه الأطواق لحماية كلابهم من هجمات الذئاب.